# 17才 〜旅立ちのふたり〜
『17才 〜旅立ちのふたり〜』（じゅうななさい たびだちのふたり）は2003年9月に公開された日本映画。東映配給。『青春ばかちん料理塾』と同時上映。

## あらすじ
3歳で母を亡くし、4歳で父と生き別れた過去を持つ真衣子と、小料理屋を切り盛りする母と暮らす理沙。真衣子が暮らす家に里子に来た少年・耕太を通じて知り合いになった二人の間には、お互いを思いやる本物の友情が芽生えていた…。

## キャスト
- 川村真衣子：石川梨華
- 和泉理沙：藤本美貴
- 尾崎和代：渡辺えり子
- 尾崎寛二：塩見三省
- 和泉真奈美：高橋ひとみ
- 川村聡：村上弘明
- 沢田由美：高橋かおり
- 工藤怜二：本宮泰風
- 星野一輝：野村宏伸
- 藤井耕太：安河内ナオキ
- ささの貴斗　ほか

友情出演
- 吉田：杉田二郎
- 従業員：ばんばひろふみ
- フロント係：相田翔子

## 主題歌
- 「22歳の私」歌：安倍なつみ

## スタッフ
- 製作者：山﨑直樹
- 企画：黒澤満（東映）、瀬戸由紀男（アップフロントエージェンシー）、木綿克己（テレビ東京）、沼部俊夫（テレビ東京ミュージック）、工冨保（講談社）
- プロデュース：冨永理生子（東映）、川口由吉、山本茂之、藤岡由夫（アップフロントエージェンシー）、辻幹男（テレビ東京）、土肥隆至（テレビ東京ミュージック）、関純二（講談社）
- 監督：澤井信一郎
- 脚本：東多江子
- 音楽：川村栄二
- 音響効果：カモメファン
- 技斗：二家本辰巳
- 現像・デジタル画像処理：東映ラボ・テック
- 協賛：am/pm
- 協力：タカラ、麒麟麦酒
- 技術協力：オーエイギャザリング
- スタジオ：東映東京撮影所
- 製作協力：セントラルアーツ

## 書籍
- 17才 〜旅立ちのふたり〜 （全1巻、原作：東多江子 作画:白沢まりも）

2003年9月12日初版発行、ISBN 978-4-06-334775-3